# Peter Reed

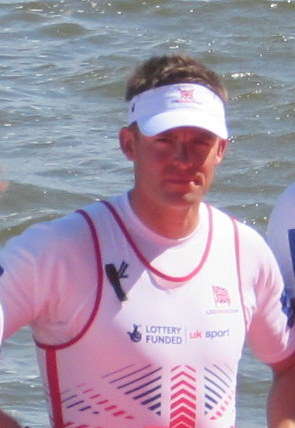
Peter Reed, 2016

Peter Reed, OBE (* 27. Juli 1981 in Seattle) ist ein ehemaliger britischer Ruderer, der zwei olympische Goldmedaillen im Vierer ohne Steuermann und eine im Achter gewann.

## Karriere
Geboren in den Vereinigten Staaten wuchs Reed in Nailsworth, Gloucestershire auf. Nach der Schule meldete er sich zur Royal Navy, wo er zum Leutnant aufstieg. Während der Offiziersausbildung machte Reed 2001 seinen ersten Ergometertest und ruderte dabei die Jahresbestzeit in der ganzen Navy. Dadurch fand er überhaupt zum Rudersport, den er während seiner Ingenieursausbildung an der University of the West of England weiter betrieb. Während des Master-Studiums in Oxford nahm er 2004 und 2005 am Boat Race teil, 2005 gehörte er zum siegreichen Team.
Ebenfalls 2005 nahm Reed zusammen mit Andrew Triggs Hodge an den Ausscheidungskämpfen der britischen Rudernationalmannschaft teil und gewann dieses Rennen, Reed und Triggs Hodge wiederholten diesen Sieg in den Jahren 2006 bis 2008. Der britische Cheftrainer Jürgen Gröbler setzte Reed und Triggs Hodge zusammen mit Alex Partridge und Steve Williams in den neuen britischen Vierer ohne, das Flaggschiff des britischen Ruderverbandes. Der Vierer blieb in 27 Rennen von 2005 bis zum Weltcup in Luzern 2007 ungeschlagen, gewann zwei Jahre lang alle Weltcuprennen und die Weltmeistertitel 2005 und 2006. Nach einem vierten Platz bei den Ruder-Weltmeisterschaften 2007 wurde für die Olympiasaison Partridge durch Tom James ersetzt. Das Boot konnte aber nach Verletzungsproblemen erst beim Weltcup in Poznań erstmals in der neuen Besetzung zusammen antreten und belegte dort den zweiten Platz. Bei den Olympischen Spielen 2008 in Peking lieferte sich der Vierer einen spannenden Kampf mit den Australiern und gewann am Ende knapp die Goldmedaille.
In den nächsten drei Jahren starteten Reed und Triggs Hodge im Zweier ohne Steuermann und gewannen bei den Ruder-Weltmeisterschaften 2009, 2010 und 2011 jeweils Silber hinter den Neuseeländern Hamish Bond und Eric Murray. 2012 kehrten die beiden in den Vierer ohne zurück: Bei den Olympischen Spielen 2012 gewannen der Vierer mit Alex Gregory, Peter Reed, Tom James und Andrew Triggs Hodge die Goldmedaille.
Ab 2013 saß er im britischen Achter. Bei den Ruder-Weltmeisterschaften in Chungju, Südkorea, gewannen sie Gold und besiegten somit den Deutschland-Achter. Dieser hatte von 2009 bis 2011 immer den Weltmeistertitel geholt und wurde 2012 außerdem Olympiasieger. 2014 konnte Reed mit dem britischen Achter den Titel verteidigen. 2015 gewann Reed mit dem britischen Achter die Silbermedaille bei den Europameisterschaften und die Goldmedaille bei den Weltmeisterschaften. Zum Saisonauftakt 2016 belegte Reed mit dem britischen Achter hinter Deutschen und Russen den dritten Platz bei den Europameisterschaften in Brandenburg an der Havel. Im Finale der Olympischen Spiele 2016 gelang den Briten wie bei den drei Weltmeisterschaften seit 2013 ein Sieg vor dem Deutschland-Achter. Im Jahr 2018 beendete er seine sportliche Laufbahn, Reed war zuvor jedoch bereits seit den Olympischen Spielen nicht mehr international im Einsatz.
Im September 2019 erlitt Reed einen Rückenmarksinfarkt, durch den er von der Brust abwärts gelähmt ist.